# فرودگاه بین‌المللی حیفا

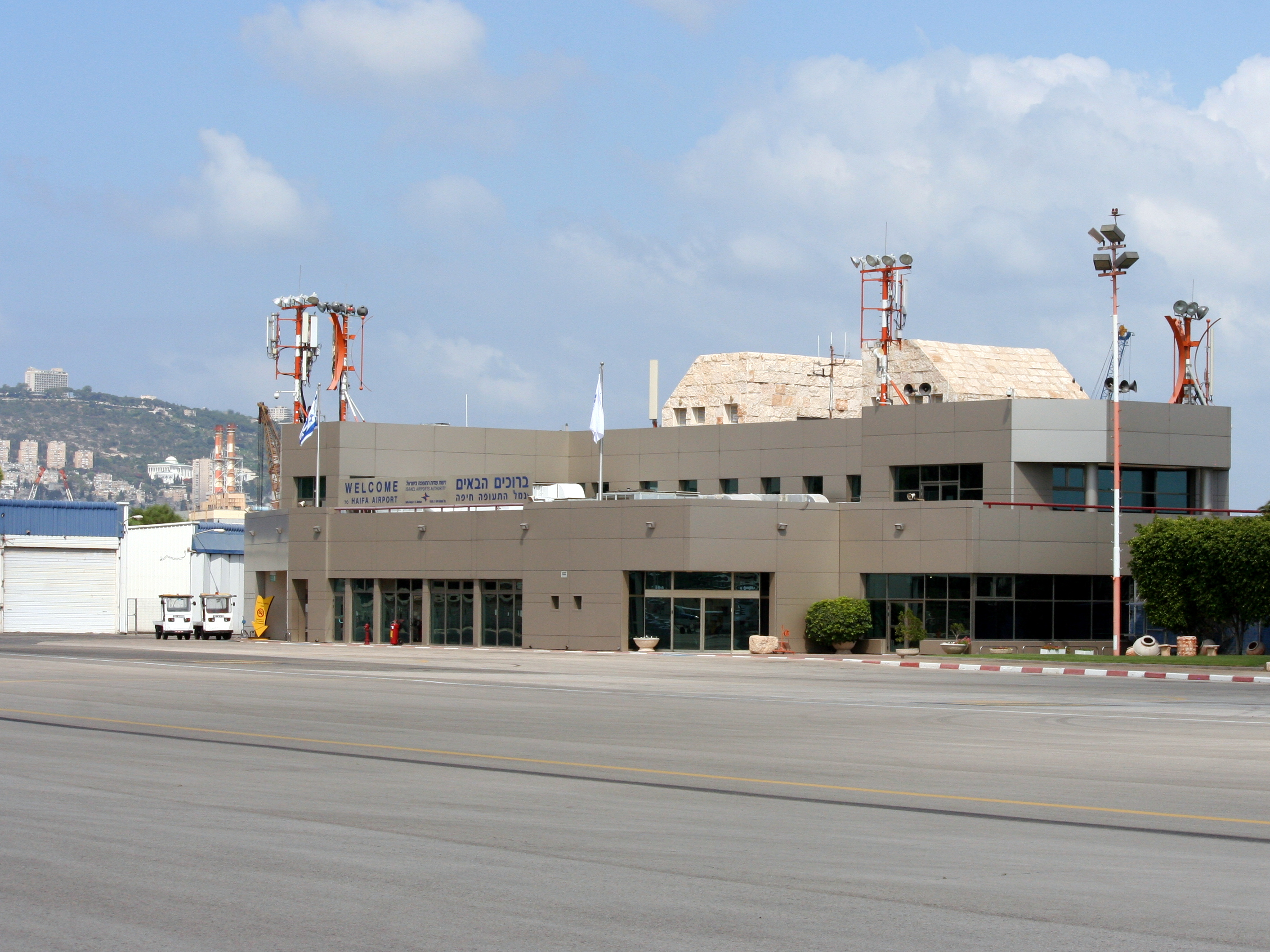

فرودگاه بین‌المللی حیفا (در عبری: נמל התעופה חיפה) یکی از مهم‌ترین فرودگاههای اسرائیل محسوب می‌شود. این فرودگاه در شرق شهر بندری حیفا قرار دارد. پروازهای مسافری بیشترین تعداد پروازهای فرودگاه بین‌المللی حیفا را تشکل می‌دهند. با این وجود نیروی هوایی ارتش اسرائیل نیز پایگاه نظامی‌ای در فرودگاه بین‌المللی حیفا دارد.
فرودگاه بین‌المللی حیفا دارای دو باند پرواز است و دولت اسرائیل در تدارک توسعه فرودگاه به سوی خلیج حیفا است.